# Чжэцзянский педагогический университет
Чжэцзянский педагогический университет (кит. 浙江师范大学, пиньинь Zhèjiāng shīfàn dàxué) – государственный университет Китая. Расположен в провинции Чжэцзян, Цзиньхуа, Китай. Один из престижнейших педагогических университетов Китая. Это один из первых университетов, вошедший в состав «Плана 11», «Программу подготовки учителей высшей категории». В Чжэцзянском педагогическом университете находится единственная в провинции Чжэцзян исследовательская база по образовательным дисциплинам первого уровня.

## История
Зарождение университета началось в 1956 году с возникновения Ханчжоуского педагогического колледжа в одноимённом городе Ханчжоу.
В июне 1958 года партийный комитет провинции Чжэцзян и Народный комитет провинции решили преобразовать колледж в педагогический университет, но официальное название на тот момент находилось на стадии обсуждения. Позже было решено перенести университет в город Цзиньхуа и назвать его в соответствии с его местонахождением – Педагогический университет Цзиньхуа.
В 1959 году университет был официально переименован в Ханчжоуский педагогический университет.  

### Период формирования Чжэцзянского педагогического университета
30 августа 1962 года произошло объединение Ханчжоуского педагогического университета. Чжэцзянского института физической культуры и Чжэцзянского педагогического института в один университет – Чжэцзянский педагогический университет.
В 1993 году университет был утвержден в качестве подразделения для получения степени магистра в области образования.
В 2009 году университет получил возможность присуждать докторскую степень.
С 2000 по 2004 год университет объединял все больше колледжей, таким образом расширяя направления образования и предоставляя студентам уже более широкий выбор специальностей.
В 2013 году были утверждены основные докторские программы по трем дисциплинам: педагогика, китайский язык и литература, математика.
В декабре 2014 года университет был выбран для участия в программе подготовки выдающихся учителей Министерства образования.
В 2015 году Чжэцзянский педагогический университет попал в первую тройку ключевых университетов провинции Чжэцзян.
В 2016 году университет был включен в национальный план по внедрению инноваций в дисциплины высших учебных заведений Китая - «План 111».
27 августа 2020 года он присоединился к «Альянсу совместных инноваций университетов высокого уровня» (长三角G60科创走廊高水平应用型高校协同创新联盟).
14 октября 2023 года Чжэцзянский педагогический университет принял участие в создании национального сообщества по интеграции в сфере промышленности, а также в сфере детского образования. 12 декабря этого же года в университете был создан первый в стране факультет африканских региональных и национальных исследований.

## Академический профиль
На 2023 год в университете обучаются 25 480 студентов, в том числе более 3000 иностранных студентов из разных стран. Среди общего числа сотрудников в 2640 человек есть 1460 штатных преподавателей, в том числе академик Китайской академии наук, 260 профессоров и 650 доцентов. Одному профессору было присвоено звание «Выдающийся национальный учёный».
Министерство образования назвало университет ключевой национальной базой подготовки преподавателей профессионального образования. Кроме того, Министерство путей сообщения определяет его как базу для подготовки машинистов локомотивов. Кроме того, Чжэцзянский учебный центр для преподавателей университетов и колледжей является филиалом университета и реализует различные программы повышения квалификации.

## Факультеты и специальности
Являясь одним из ключевых университетов провинции, Чжэцзянский педагогический университет специализируется на педагогическом образовании по нескольким направлениям.  Университет состоит из 18 факультетов, предлагающих 45 программ бакалавриата, 38 программ магистратуры и 12 программ докторантуры. 8 дисциплин вошли в 1% лучших дисциплин по версии ESI в мире, а 20 дисциплин были включены в список первоклассных дисциплин в провинции Чжэцзян.

## Кампус
Университет имеет три кампуса. Главный кампус расположен в Цзиньхуа, остальные два – в городе Ханчжоу, столице провинции Чжэцзян, и городском уезде  Ланьси.
Главный кампус расположен в северной части города у подножия горы Цзяньфэн. Внутри кампуса есть три небольших искусственных озера и большое количество парков. На западной стороне кампуса самые старые корпуса и здания; восточная сторона была построена только в 1990 году. Помимо академических корпусов, на территории кампуса есть открытые спортивные площадки, в том числе баскетбольные, футбольные и волейбольные площадки, а также теннисные корты и два стадиона.

## Рейтинги

### Мировой рейтинг
В 2023 году портал ARWU World University Rankings поместил университет между 401-500 местами среди всех университетов мира. В этом же году согласно порталу US News Best Global Universities университет занял 649 место.
В 2024 году портал The World University Ranking поместил университет в 601-800 места.

### Рейтинг по Китаю
На 2024 год согласно порталу China University Ranking Чжэцзянский педагогический университет занимает 123 место среди всех китайских вузов.

## Международное сотрудничество
Университет прилагает все усилия, чтобы расширять международные связи. В 1996 году Чжэцзянский педагогический университет создал Центр китайского языка и культуры в Камеруне. А уже с 1997 года университету было разрешено принимать иностранных студентов на обучение. За последние годы налажены связи академического обмена и сотрудничества между Чжэцзянским педагогическим университетом и 280 зарубежными университетами и научно-исследовательскими институтами в 60 странах мира.
С одобрения Министерства образования в 2004 году Чжэцзянский педагогический университет создал Базу помощи и развития образования для реализации проектов по развитию человеческих ресурсов для иностранных руководителей системы образования. В 2007 году университет получил разрешение принимать иностранных студентов при поддержке стипендии правительства Китая (Chinese Government Scholarship), а также основал Институты Конфуция в Камеруне, Украине, Танзании, США, Мозамбике и ЮАР. На данный момент у иностранных студентов есть возможность обучаться по стипендии Института Конфуция, Провинциальной стипендия (Provincial Government Scholarship), стипендия Университета (ZJNU Scholarship for Outstanding New International students). В 2024 году также состоялось открытие Института Конфуция в Занзибаре совместно с Занзибарским государственным университетом.
Следуя девизу «мудрость с добродетелью, честность с инновациями», Чжэцзянский педагогический университет движется вперед, чтобы превратиться в комплексный педагогический и исследовательский университет высокого уровня.